# Sadrac

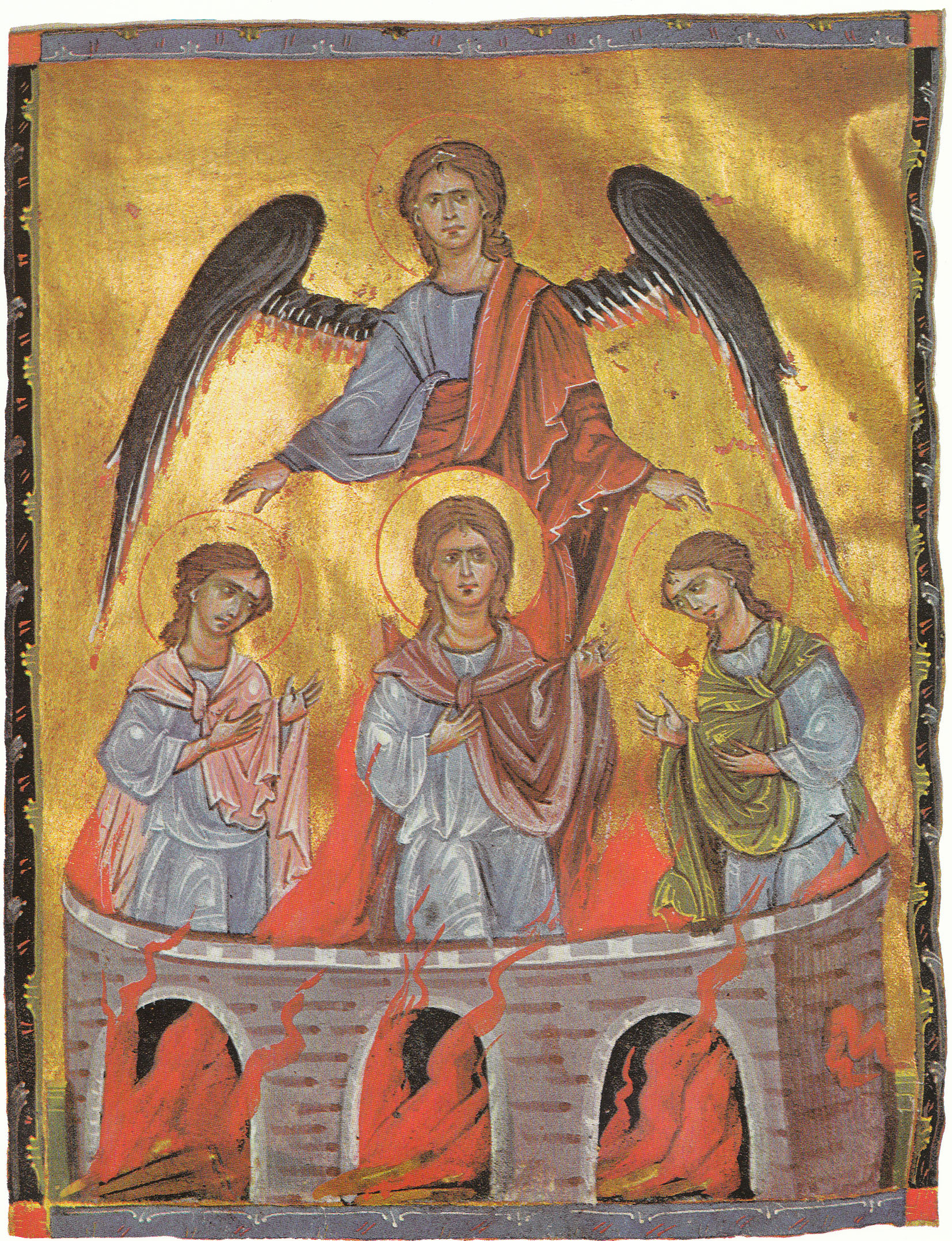
Fiery furnace (1266) por Toros Roslin. Representando el relato bíblico del Libro bíblico de Daniel.

Sadrac (nombre hebreo: Ananías que significa "Yahvé es lleno de gracia") es un personaje bíblico mencionado en el libro de Daniel del Antiguo Testamento. 
En el universo bíblico se lo considera de una noble familia judía. Fue llevado cautivo a Babilonia tras la conquista del reino de Judá. En Babilonia fue educado para servir en la corte real. Fue rebautizado como Shadrach (un título honorífico para un dios babilonio. Junto con sus compañeros Daniel (Beltesazar), Misael (Meshach), y Azarías (Abednego), rechazaron los alimentos del rey y comieron sólo vegetales para mantener su identidad judía. Junto con Misael y Azarías se negó a inclinarse y adorar al ídolo de oro del rey Nabucodonosor, lo que llevó al episodio del horno ardiente. 
En la tradición judía y cristiana, la historia de Sadrac ha servido como un recordatorio de la fidelidad a Dios. Se ha utilizado en sermones y enseñanzas para ilustrar la idea de resistencia espiritual y la promesa de la salvación divina para aquellos que mantienen su fe.

## En la Biblia
La historia de Sadrac se sitúa en la época del exilio babilónico, cuando los hebreos vivían bajo la influencia de la cultura y el gobierno de Babilonia. Durante el reinado de Nabucodonosor II, se impusieron varias prácticas religiosas que desafiaban las creencias monoteístas de los judíos, lo que llevó a situaciones de tensión y resistencia por parte de aquellos que permanecían fieles a su fe.
En el libro de Daniel, Nabucodonosor II construye una estatua de oro y ordena que todos los habitantes la adoren. Sadrac, Mesac y Abed-nego se niegan a hacerlo, desobedeciendo la orden real por su compromiso con las leyes divinas. Como resultado, el rey los condena a ser arrojados a un horno ardiente. Sin embargo, en el relato se describe que un cuarto ser, que algunos interpretan como un ángel o una manifestación divina, aparece en el horno y los protege del fuego. Los tres hombres salen ilesos, demostrando el poder de Dios. 